# Lista przewodniczących estońskiego parlamentu

## Chronologiczna lista przewodniczących

### Pierwsza Republika Estońska
| #                                                           | Imię i Nazwisko               | Portret | Kadencja             | Kadencja             | Partia polityczna | Partia polityczna |
| #                                                           | Imię i Nazwisko               | Portret | Od                   | Do                   | Partia polityczna | Partia polityczna |
| ----------------------------------------------------------- | ----------------------------- | ------- | -------------------- | -------------------- | ----------------- | ----------------- |
| Przewodniczący Tymczasowej Rady Krajowej Guberni Estońskiej |                               |         |                      |                      |                   |                   |
| 1                                                           | Artur Vallner (1887-1937)     |         | 14 lipca 1917        | 25 października 1917 |                   | SDPRR             |
| 2                                                           | Otto Strandman (1875-1941)    |         | 25 października 1917 | 27 listopada 1918    |                   | ETE               |
| 3                                                           | Ado Birk (1883-1942)          |         | 27 listopada 1918    | 3 lutego 1919        |                   | ER                |
| 4                                                           | Kaarel Parts (1873-1940)      |         | 3 lutego 1919        | 23 kwietnia 1919     |                   | Bezpartyjny       |
| Przewodniczący Estońskiego Zgromadzenia Konstytucyjnego     |                               |         |                      |                      |                   |                   |
| 1                                                           | August Rei (1886-1963)        |         | 23 kwietnia 1919     | 20 grudnia 1920      |                   | ESDTP             |
| Przewodniczący Riigikogu                                    |                               |         |                      |                      |                   |                   |
| 1                                                           | Otto Strandman (1875-1941)    |         | 4 stycznia 1921      | 18 listopada 1921    |                   | ETE               |
| 2                                                           | Juhan Kukk (1885-1942)        |         | 18 listopada 1921    | 20 listopada 1922    |                   | ETE               |
| 3                                                           | Konstantin Päts (1874 - 1956) |         | 20 listopada 1922    | 7 czerwca 1923       |                   | PK                |
| 4                                                           | Jaan Tõnisson (1868-1941?)    |         | 7 czerwca 1923       | 27 maja 1925         |                   | ER                |
| 5                                                           | August Rei (1886-1963)        |         | 9 czerwca 1925       | 22 czerwca 1926      |                   | ESDTP             |
| 6                                                           | Kaarel Eenpalu (1888 - 1942)  |         | 22 czerwca 1926      | 19 lipca 1932        |                   | PK                |
| (4)                                                         | Jaan Tõnisson (1868-1941?)    |         | 19 lipca 1932        | 18 maja 1933         |                   | RKE               |
| (6)                                                         | Kaarel Eenpalu (1888-1942)    |         | 18 maja 1933         | 29 sierpnia 1934     |                   | ÜPE               |
| 7                                                           | Rudolf Penno (1896-1951)      |         | 28 września 1934     | 31 grudnia 1937      |                   | ÜPE               |
| Przewodniczący Riigivolikogu                                |                               |         |                      |                      |                   |                   |
| 8                                                           | Jüri Uluots (1890-1945)       |         | 21 kwietnia 1938     | 12 października 1939 |                   | Bezpartyjny       |
| 9                                                           | Otto Pukk (1900-1951)         |         | 17 października 1939 | 5 lipca 1940         |                   | Bezpartyjny       |
| Przewodniczący Riiginõukogu                                 |                               |         |                      |                      |                   |                   |
| 10                                                          | Mihkel Pung (1876-1941)       |         | 21 kwietnia 1938     | 5 lipca 1940         |                   | Bezpartyjny       |
| 11                                                          | Arnold Veimer (1903-1977)     |         | 21 lipca 1940        | 25 sierpnia 1940     |                   | EKP               |

### Druga Republika
| #                              | Imię i Nazwisko          | Portret | Kadencja            | Kadencja            | Partia polityczna | Partia polityczna                     |
| #                              | Imię i Nazwisko          | Portret | Od                  | Do                  | Partia polityczna | Partia polityczna                     |
| ------------------------------ | ------------------------ | ------- | ------------------- | ------------------- | ----------------- | ------------------------------------- |
| Przewodniczący Rady Najwyższej |                          |         |                     |                     |                   |                                       |
| 1                              | Arnold Rüütel (ur. 1928) |         | 29 marca 1990       | 5 października 1992 |                   | bezpartyjny                           |
| Przewodniczący Riigikogu       |                          |         |                     |                     |                   |                                       |
| 2                              | Ülo Nugis (1944-2011)    |         | 5 października 1992 | 10 marca 1995       |                   | Narodowa Partia Koalicyjna "Ojczyzna" |
| 3                              | Toomas Savi (ur. 1942)   |         | 21 marca 1995       | 21 marca 2003       |                   | Estońska Partia Reform                |
| 4                              | Ene Ergma (ur. 1944)     |         | 31 marca 2003       | 23 marca 2006       |                   | Partia Res Publica                    |
| 5                              | Toomas Varek (ur. 1948)  |         | 23 marca 2006       | 2 kwietnia 2007     |                   | Estońska Partia Centrum               |
| (4)                            | Ene Ergma (ur. 1944)     |         | 2 kwietnia 2007     | 20 marca 2014       |                   | Związek Ojczyźniany i Res Publica     |
| 6                              | Eiki Nestor (ur. 1944)   |         | 20 marca 2014       | 29 marca 2019       |                   | Partia Socjaldemokratyczna            |
| 7                              | Henn Põlluaas (ur. 1960) |         | 29 marca 2019       | 18 marca 2021       |                   | EKRE                                  |
| 8                              | Jüri Ratas (ur. 1978)    |         | 18 marca 2021       | 31 marca 2023       |                   | Estońska Partia Centrum               |
| 9                              | Lauri Hussar (ur. 1973)  |         | 10 kwietnia 2023    | nadal               |                   | Estonia 200                           |